# Flugplatz Kehl-Sundheim

i7
i11
i13
Der Flugplatz Kehl-Sundheim (ICAO-Code: EDSK) ist ein Sonderlandeplatz bei Kehl im Ortenaukreis. Er ist für Segelflugzeuge, Motorsegler, Ultraleichtflugzeuge und Motorflugzeuge mit einem Höchstabfluggewicht von bis zu 1250 Kilogramm zugelassen.

## Veranstaltungen
Der Aero-Club Kehl veranstaltet einmal im Jahr die Kehler Flugtage mit Kunstflug- und Modellflugshow.

## Zwischenfälle
- Am 16. Mai 2004 geriet eine Sportavia RS-180 bei einem Kurvenflug in geringer Höhe in eine unkontrollierte Fluglage und stürzte auf einen Acker neben dem Flugplatz. Der Pilot sowie zwei Passagiere kamen dabei ums Leben. Ein weiterer Passagier wurde schwer verletzt.[1]

- Am 18. November 2006 überflog ein Segelflugzeug vom Typ Schleicher ASK 13 das Landegelände und kollidierte mit Bäumen. Der Pilot wurde dabei schwer verletzt.[2]